# Інтазух
Інтазух (Intasuchus silvicola) — вид вимерлих лабіринтодонтних земноводних ряду Темноспондили (Temnospondyli) монотипової родини Intasuchidae. Вид описаний по черепу, що був сильно розчавлений гірською породою і який знайдений у середньопермських відкладеннях на заході  Росії у  Республіці Комі поблизу міста Інта.

## Опис
Intasuchus має довгий, сплющений череп, який злегка звужується до переду. Два гребені проходять по поверхні черепа від очниць до ніздрів. Вушний паз на задній частині черепа є відносно вузьким у порівнянні з іншими темноспондилами, хоча він поширюється у вигляді канавки уздовж дерматокраніуму  черепа. Intasuchus мав великі зуби на піднебінні між двома отворами у піднебінні, що називаються хоани, ікла на піднебінних кістках і дрібні зуби, що проходять уздовж ектоптеригоїда. 